# Zabrzeg (przystanek kolejowy)
Zabrzeg – przystanek kolejowy oraz przystanek odgałęźny w Zabrzegu, w województwie śląskim, w Polsce. Znajduje się na wysokości 249 m n.p.m.

## Ruch pasażerski
| Rok  | Wymiana pasażerska na dobę |
| ---- | -------------------------- |
| 2017 | 20-49                      |
| 2022 | 100-149                    |

## Historia
Początkowo planowano zbudować we wsi Zabrzeg dworzec kolejowy, lecz budowie dworca sprzeciwiły się władze, argumentując możliwym brakiem pracowników w gospodarstwach oraz cnotą dziewczynek i dlatego dworzec wybudowano w Czechowicach. Po uruchomieniu Cesarsko-Królewskiej Uprzywilejowanej Kolei Północnej Cesarza Ferdynanda niektóry mieszkańcy znaleźli zatrudnienie na kolei. W dniu 4 czerwca 1928 roku w przysiółku wsi została otwarta stacja rozrządowa. Dopiero w roku 1893 wybudowano tu budynek poczekalni. W 1980 roku został wybudowany nowy budynek z poczekalnią i kasą biletową oraz pomieszczeniem dyżurnego ruchu. Dawniej na przystanku zlokalizowano niskie perony z wiatami. W ramach prowadzonej od 2020 roku modernizacji węzła kolejowego Czechowice-Dziedzice zlikwidowano posterunek odgałęźny oraz infrastrukturę przystanku.